# Misija
Misija es una localidad del estado mexicano de Chiapas. Es parte del municipio de Tila.

## Demografía
| Gráfica de evolución demográfica |
|                                  |

| Censo | Población |
| ----- | --------- |
| 1900  | 98        |
| 1910  | —         |
| 1921  | 187       |
| 1930  | 111       |
| 1940  | 324       |
| 1950  | 420       |
| 1960  | 501       |
| 1970  | 476       |
| 1980  | 527       |
| 1990  | 661       |
| 2000  | 942       |
| 2010  | 1 087     |
| 2020  | 1 372     |